# Томени (Олт)
Томени (рум. Tomeni) насеље је у Румунији у округу Олт у општини Осика де Сус. Oпштина се налази на надморској висини од 91 m.

## Становништво
Према подацима из 2002. године у насељу је живело 462 становника, од којих су сви румунске националности.